# Marek Jaskółka
Marek Jaskółka (Ruda Śląska, 19 de abril de 1976) es un deportista polaco que compitió en triatlón. Ganó una medalla de oro en el Campeonato Europeo de Triatlón de Larga Distancia de 2015.

## Palmarés internacional
| Campeonato Europeo | Campeonato Europeo     | Campeonato Europeo | Campeonato Europeo |
| Año                | Lugar                  | Medalla            | Prueba             |
| ------------------ | ---------------------- | ------------------ | ------------------ |
| 2015               | Weymouth (Reino Unido) | Medalla de oro     | Individual         |